# Hélio Maranhão
Monsenhor Hélio Nava Maranhão (27 de maio de 1930 — 9 de novembro de 2015) foi presbítero da Igreja Católica Romana, militar, educador, poeta e escritor brasileiro.

## Biografia
Hélio nasceu em Barra do Corda, no centro do Maranhão, filho de Perpétua Nava e de Raimundo Leonildo de Albuquerque Maranhão. Fez os curso primário no Grupo Escolar Frederico Figueira em sua cidade natal. Aos treze anos, através do padre Cincinato Ribeiro Rego, ingressou no Seminário Santo Antônio, em São Luís, onde cursou humanidades e filosofia. Durante o período de seminarista, foi presidente dos Santos Anjos (divisão associativa dos seminaristas menores), da Congregação dos Filhos de Maria (dos maiores), da Academia Lítero-Musical Dom Francisco e da Caixa Esportiva Pio XII; deão dos menores e professor no curso de admissão ao seminário.
Foi escolhido pelo reitor do seminário, padre Hézio Morais, e pelo arcebispo Dom José de Medeiros Delgado para estudar na Pontifícia Universidade Gregoriana, em Roma, onde ingressou em 1953. No ano seguinte foi eleito presidente da Academia Beato Inácio de Azevedo, do Centro de Estudos do Pontifício Colégio Pio Brasileiro. Colou grau de bacharel em Teologia em 8 de outubro de 1956 e foi ordenado presbítero pelo cardeal Luigi Traglia, então vigário-geral de Roma, em cerimônia realizada na Basílica de São João de Latrão, em 22 de dezembro seguinte tornando-se assim o primeiro padre maranhense a ser ordenado na capital italiana. Ainda em Roma, participou do 3.º Congresso de Mariologia, fez o curso Movimento por um Mundo Melhor (Rocca del Papa, 1955). Em Bruxelas, Bélgica, participou do Curso para Formação de Assistentes da Ação Católica.
Durante seu retornou para o Brasil, passou por Dakar, na África, onde celebrou uma de suas primeiras missas. Ao chegar ao Maranhão, estabeleceu-se em Codó, como vigário cooperador do padre Cincinato Rego. Ali fundou a Juventude Agrária Católica e dirigiu o Colégio Codoense, da Campanha Nacional de Educandários Gratuitos, cuja sede, com dezesseis salas de aulas, fez construir. Fez diversos cursos de habilitação para o magistério, entre os quais os de Didática Geral, Didática Especial e Conteúdo de Francês (São Luís, CADES, 1959), de Elementos Básicos de Serviço Social (São Luís, SESI, 1959), de Diretor do Ensino Secundário (São Luís, CADES, 1959).
Após coordenar o ensino religioso do Instituto de Educação do Maranhão (1960) e lecionar Filosofia e religião na Faculdade de Ciências Médicas do Maranhão (1960-62) e Doutrina Social na Faculdade de Enfermagem (1961-62), foi nomeado vigário ecônomo e pároco de Tutoia, onde permaneceu de 1964 a 1989 e teve grande atuação religiosa e social. Fundador e diretor do Colégio Almeida Galhardo e dos complexos educacionais dos povoados Barro Duro e Paulino Neves, também criou e dirigiu as Comunidades Eclesiais de Base de Tutoia, o Social Tutoia Clube, a Organização Social João Tavares, o Hospital-Maternidade Zuza Neves, o Lactário Margaridinha; organizou a Salina Povo de Deus, o Sindicato dos Trabalhadores Rurais, reorganizou a Colônia de Pescadores Z/12 Sá Viana e coordenou a Pastoral Diocesana de Brejo. Por ter prestado relevantes serviços ao Município de Tutóia, em merecido mérito, foi-lhe conferido o título de Cidadão Tutoiense, pela Câmara Municipal de Tutoia, no governo Felipe Ramos. Possuía também o título de Cidadão Codoense.
Enquanto desenvolvia seu trabalho pastoral, deu continuidade à sua educação com cursos de Técnico do Magistério de Segundo Grau (1973-77) e de Habilitação em História, Psicologia e Sociologia para o Segundo Grau (1979). Licenciou-se em Filosofia pela Faculdade Dom Bosco de Filosofia, Ciências e Letras de São João del-Rei, Minas Gerais. (1977-78). Em 1978, participou, em Caxias do Sul, Rio Grande do Sul, do Curso Latino-Americano de Teologia Pastoral e, no ano seguinte, em Medellín, Colômbia, do curso de língua espanhola (Colégio Madre Antonia Cerini) bem como do Curso de Reciclagem de Teologia Pastoral (Celam).
Em 1976, por intermédio de Dom Afonso de Oliveira Lima, SDS, foi nomeado capelão de Sua Santidade. Foi depois presidente da Comissão Estadual de Terras (1980-81), organizador e primeiro presidente do Instituto de Colonização e Terras do Maranhão (1982-83), assessor da Secretaria de Trabalho e Ação Social (1982), técnico em Planejamento e Recursos Humanos do Governo do Maranhão (1984-90), diretor do Departamento de Assuntos Estudantis da Universidade Federal do Maranhão (1986-88).
Mudou-se para São Luis do Maranhão onde residiu até o fim de sua vida. Lá chegando assumiu a Paróquia São Vicente, no bairro Apeadouro. Em 24 de novembro de 1993, tomou posse da Capelania Militar da Polícia Miltiar do Maranhão, no posto de capitão, pelo então governador Edson Lobão e nomeado capelão militar pelo arcebispo militar do Brasil Dom Geraldo do Espírito Santo Ávila. Assumiu a diretoria do Centro Hospitalar da PMMA (CHPMMA) em 12 de novembro de 1996.
Manteve constante colaboração na imprensa de São Luís e teve publicados vários trabalhos, notadamente no campo das atividades pastorais. Um deles registra uma linha de trabalho na Paróquia de Tutoia e se intitula Igreja, Comunidade Eclesial de Base-CEB (São Luís, 1998). Entre outros livros, publicou Palavras de ontem e de hoje (São Luís, 1999); Uma carta de amor (Deus charitas est) Bento XVI (São Luís: Gráfica e Editora Tema, 2007); Frei Antônio de Sant´Ana Galvão, o primeiro santo brasileiro nato: sua vida e seus milagres (São Luís: Gráfica e Editora Tema, 2008); O brilho das estrelas (São Luís: Gráfica e Editora Tema, 2008); Perfis de maranhenses ilustres (São Luís: s.d.). Deixou também outros trabalhos inéditos.
Aos 78 anos de idade, Monsenhor Hélio foi nomeado vigário forâneo do Maranhão, Piauí, Pará e Amapá, tendo feito a primeira visita pastoral aos estados e enviado ao arcebispo militar o relatório de viagem forânea relativo a 2007.
Foi sócio titular da Academia Barracordense de Letras, fundador da cadeira de número 19, patroneada por Maranhão Sobrinho, empossado em 13 de dezembro de 1997; nembro efetivo da Academia Maranhense de Letras, ocupante da cadeira de nº 21, patroneada por Maranhão Sobrinho, eleito em 16 de julho de 1998 e presidente da Academia de Ciências, Artes e Letras de Tutoia, eleito em 25 de novembro de 2002.
Monsenhor Hélio faleceu em decorrência de complicações de uma cirurgia para tratar de uma apendicite, após vários dias internado no Centro Médico Maranhense, em São Luís. O velório ocorreu na Igreja de Santo Antônio, no centro histórico da capital maranhense, onde foi realizada a missa de corpo presente presidida pelo arcebispo Dom José Belisário, concelebrada pelo bispo auxiliar Dom Esmeraldo Barreto, pelo bispo emérito de Viana, Dom Xavier Gilles (amigo pessoal de Monsenhor Hélio) e pelo bispo de Brejo, Dom José Valdeci. O corpo foi então sepultado no Cemitério Jardim da Paz, no bairro Maiobão. Deixou dois filhos de sangue, Ismara Costa Maranhão e Heliomar Maranhão e uma filha adotiva, Shulamita Gonçalves Maranhão.